# Bulbophyllum baileyi
Bulbophyllum baileyi är en orkidéart som beskrevs av Ferdinand von Mueller. Bulbophyllum baileyi ingår i släktet Bulbophyllum och familjen orkidéer. Inga underarter finns listade i Catalogue of Life.